# Магаданский радиотелецентр РТРС
Магаданский областной радиотелевизионный передающий центр (филиал РТРС «Магаданский ОРТПЦ») — подразделение Российской телевизионной и радиовещательной сети (РТРС), основной оператор цифрового эфирного и аналогового эфирного теле- и радиовещания Магаданской области.

## История
История Магаданского ОРТПЦ берет начало в 1932 году с появления первой передающей радиостанции и установления первой радиосвязи с «материком».
В марте 1935 года связисты Дальстроя принимают активное участие в обслуживании радиосвязью звена Героя Советского Союза М. В. Водопьянова при перелете Москва — Хабаровск — Нагаево — Мыс Шмидта, а в июне этого же года Магаданский радиоцентр обеспечивает связью экипаж В. П. Чкалова при его перелёте в Америку.
1936—1940 гг. — На Колыме продолжается развитие радиовещания.
В годы Великой Отечественной войны радисты Колымы обеспечивают население края качественной и бесперебойной информацией.
В 1954 году по постановлению Совмина СССР началась организация в Магаданской области средств связи общего пользования на базе предприятия и учреждений связи Дальстроя Министерства цветной металлургии СССР. По приказу министра связи СССР был организован Магаданский радиоцентр. Начинается развитие телевидения. Энтузиастами радиоцентра организовывается любительская телевизионная студия. На Магаданском механическом заводе изготовляется и за одну ночь монтируется уникальная по своим формам телебашня, напоминающая Эйфелеву башню в Париже. Эта телебашня, расположенная в центре города, и сейчас является украшением Магадана.
В ноябре 1957 года в Магадане зажглись голубые телеэкраны.
В начале ноября 1967 года вводится в эксплуатацию наземная станция «Орбита», которая позволила осуществить прием программ центрального телевидения для населения Магаданской области.
1 октября 1976 г. с целью дальнейшего развития телевидения в Магаданской области был образован Maгаданский областной радиотелевизионный передающий центр.
В 1999 году государственное предприятие «Магаданский ОРТПЦ» реорганизовано в филиал ФГУП «Всероссийская государственная телевизионная и радиовещательная компания» «Магаданский областной радиотелевизионный передающий центр».
1 января 2002 года «Магаданский ОРТПЦ» реорганизован в филиал ФГУП «Российская телевизионная и радиовещательная сеть».
1 апреля 2007 года центр телерадиовещания в Магадане вошел в состав «Дальневосточного РЦ».
В 2008 году, уже в составе Дальневосточного регионального центра РТРС, завершилось строительство уникального для области объекта — радиотелевизионной передающей станции на сопке Крутая, что позволило внедрить новейшие технологии и разработки в области связи, значительно повысить качество вещания и увеличить число телевизионных и радиовещательных программ FM-диапазона, транслируемых в городе. РТПС «Сопка Крутая» с антенно-мачтовым сооружением, высота которого составляет 246 метров, расположена на 250-метровой высоте над уровнем моря.
В свете реализации федеральной целевой программы «Развитие телерадиовещания в Российской Федерации на 2009—2018 годы» в области в 2012 году началось сооружение объектов наземного цифрового телевизионного вещания.
10 января 2013 года в ходе реализации программы перехода Колымы на цифровой стандарт вещания новый мультиплекс начал трансляцию в тестовом режиме в Магадане. Жители области получили доступ к девяти общероссийским и одному региональному каналу.
1 июля 2016 года приказом генерального директора РТРС цех телерадиовещания «Магадан» выделен из состава Дальневосточного регионального центра в отдельный филиал РТРС — «Магаданский ОРТПЦ».
В 2017 году филиал РТРС «Магаданский ОРТПЦ» завершил строительство сети цифрового эфирного телевидения в Магаданской области в соответствии с федеральной целевой программой. Сеть состоит из 34 передающих станций, которые охватывают сигналом 99,69 % жителей области.
В декабре 2018 года в полном объёме вступил в действие второй мультиплекс.
В области утверждена программа помощи малоимущим гражданам в приобретении оборудования для приема цифрового ТВ. Федеральная антимонопольная служба проверяет цены на приставки в магазинах области. Помимо специализированных магазинов, приставки также продаются в отделениях почтовой связи. Для зрителей, испытывающих затруднения с подключением оборудования, организованы индивидуальные консультации.
Аналоговое вещание федеральных обязательных общедоступных телерадиоканалов в Магаданской области было отключено 11 февраля 2019 года.
План отключения аналогового телевидения в России утвержден решением Правительственной комиссии по развитию телерадиовещания от 29 ноября 2018 года. Магаданская область вместе с шестью другими регионами вошла в первый этап отключения аналогового сигнала. Это событие во всех регионах первой волны, включая Магаданскую область, было отмечено флешмобом «Смотри Цифру».
После отключения трансляции аналоговых телепрограмм на их частотах было размещено сообщение о необходимости перехода на прием цифрового телевидения. Заставка передавалась в течение недели.
Региональные телеканалы и телеканалы, не входящие в состав мультиплексов, продолжили аналоговое вещание.

## Организация вещания
РТРС транслирует в Магаданской области:
- 20 телеканалов и 3 радиоканала в цифровом формате;
- 10 телеканалов и 4 радиоканала в аналоговом формате;

Аналоговое вещание обязательных общедоступных телеканалов в Магаданской области будет отключено 11 февраля 2019 года.
План отключения аналогового телевидения в России утвержден решением Правительственной комиссии по развитию телерадиовещания от 29 ноября 2018 года. Магаданская область вместе с шестью другими регионами войдет в первый этап отключения аналогового сигнала.
Региональные телеканалы продолжат аналоговое вещание.
Инфраструктура эфирного телерадиовещания магаданского филиала РТРС включает:
- областной радиотелецентр;
- 12 производственных подразделения;
- центр формирования мультиплексов;
- 69 передающих станций;
- 39 АМС;
- 3,56 км радиорелейных линий связи.